# Santiago Patrimonial

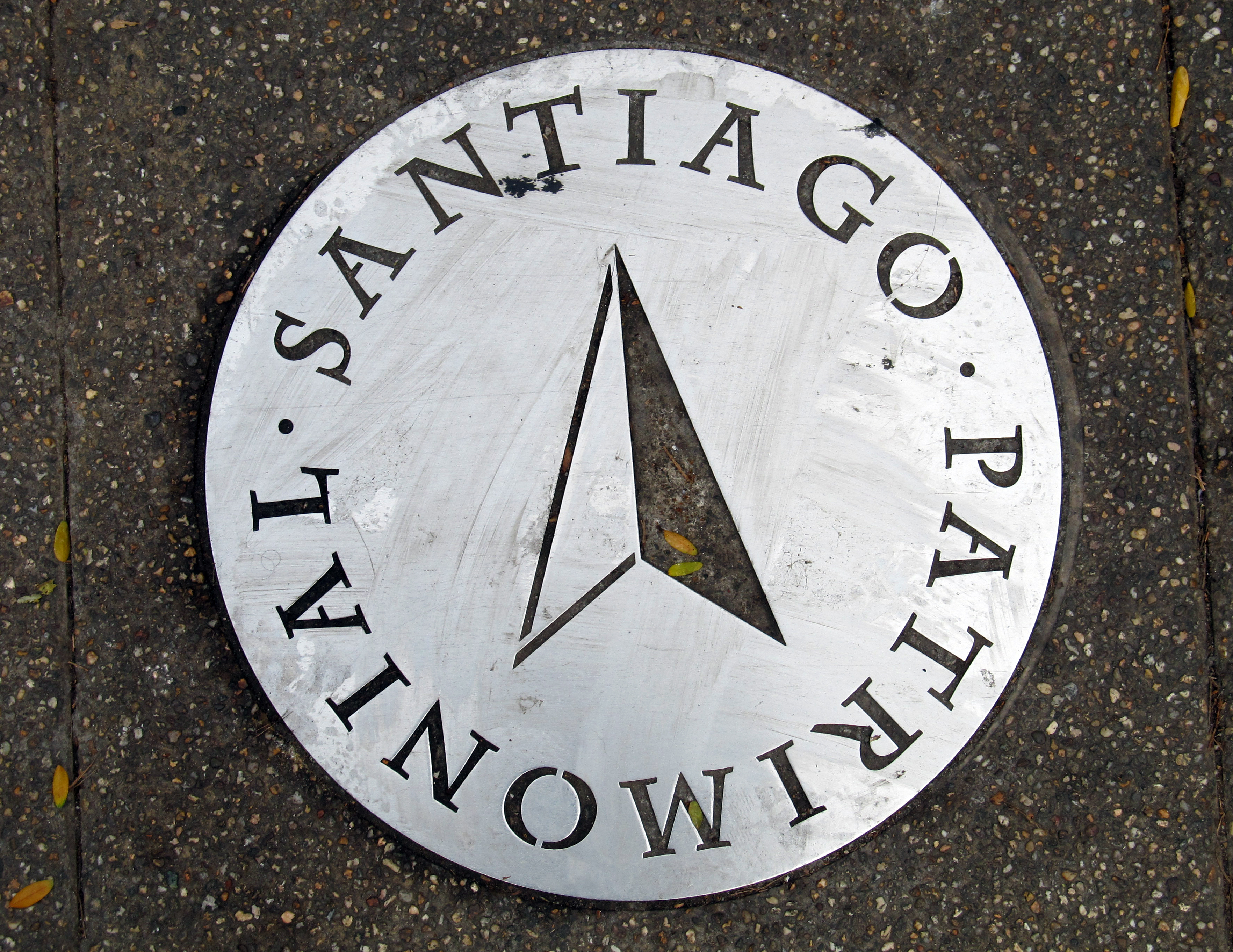
Placa del recorrido "Santiago Patrimonial".

Santiago Patrimonial es una iniciativa que se ejecuta el año 2011, en una colaboración entre la Ilustre Municipalidad de Santiago, el Consejo de Monumentos Nacionales y el Servicio Nacional de Turismo (Sernatur). La primera etapa de esta iniciativa fue financiada por Sernatur, institución que aportó CLP 92 000 000 (USD 184 000) y la Municipalidad, institución que aportó CLP 30 000 000 (USD 60 000), a través de la Corporación de Desarrollo de Santiago.
El recorrido establecido a través de Santiago Patrimonial, se superpone con otros recorridos contemplados en la iniciativa Circuitos Patrimoniales, generando un solapamiento de ambas iniciativas.

## Recorrido
Monumentos y edificios históricos del recorrido Santiago Patrimonial:
| #  | Edificio                                                                           | Patrimonio | Monumentos                                                                                              |
| -- | ---------------------------------------------------------------------------------- | ---------- | --- |
| 01 | Municipalidad de Santiago                                                          | Sí         | Ficha (enlace roto disponible en Internet Archive; véase el historial, la primera versión y la última). |
| 02 | Palacio de la Real Audiencia y Cajas Reales (actualmente Museo Histórico Nacional) | Sí         | Ficha (enlace roto disponible en Internet Archive; véase el historial, la primera versión y la última). |
| 03 | Edificio de Correos                                                                | Sí         | Ficha                                                                                                   |
| 04 | Catedral de Santiago                                                               | Sí         | Ficha (enlace roto disponible en Internet Archive; véase el historial, la primera versión y la última). |
| 05 | Parroquia del Sagrario                                                             | Sí         | Ficha (enlace roto disponible en Internet Archive; véase el historial, la primera versión y la última). |
| 06 | Edificio Arzobispal                                                                | Sí         | Ficha (enlace roto disponible en Internet Archive; véase el historial, la primera versión y la última). |
| 07 | Casas contiguas a la Academia Diplomática                                          | No         | |
| 08 | Ex Congreso Nacional                                                               | Sí         | Ficha                                                                                                   |
| 09 | Palacio Edwards (actualmente Academia Diplomática)                                 | Sí         | Ficha (enlace roto disponible en Internet Archive; véase el historial, la primera versión y la última). |
| 10 | Palacio de Tribunales de Justicia                                                  | Sí         | Ficha                                                                                                   |
| 11 | Palacio Viejo de los Tribunales (actualmente Museo Chileno de Arte Precolombino)   | Sí         | Ficha                                                                                                   |
| 12 | Casa matriz del Banco del Estado de Chile                                          | No         | |
| 13 | Primera Casa de Moneda (actualmente Banco BBVA)                                    | No         | |
| 14 | Edificio del Banco Central                                                         | No         | |
| 15 | Edificio del Ministerio de Justicia (ex Edificio del Seguro Obrero)                | No         | |
| 16 | Intendencia Metropolitana (ex Diario Ilustrado)                                    | Sí         | Ficha (enlace roto disponible en Internet Archive; véase el historial, la primera versión y la última). |
| 17 | Palacio de La Moneda                                                               | Sí         | Ficha (enlace roto disponible en Internet Archive; véase el historial, la primera versión y la última). |
| 18 | Club de la Unión                                                                   | Sí         | Ficha (enlace roto disponible en Internet Archive; véase el historial, la primera versión y la última). |
| 19 | Casa Central de la Universidad de Chile                                            | Sí         | Ficha (enlace roto disponible en Internet Archive; véase el historial, la primera versión y la última). |
| 20 | Iglesia San Francisco                                                              | Sí         | Ficha (enlace roto disponible en Internet Archive; véase el historial, la primera versión y la última). |
| 21 | Edificio Ariztía                                                                   | No         | |
| 22 | Edificio Bolsa de Comercio                                                         | Sí         | Ficha (enlace roto disponible en Internet Archive; véase el historial, la primera versión y la última). |
| 23 | Edificio del ex Hotel Mundial (actualmente Banco BBVA)                             | Sí         | Ficha                                                                                                   |
| 24 | Iglesia de Las Agustinas                                                           | Sí         | Ficha (enlace roto disponible en Internet Archive; véase el historial, la primera versión y la última). |
| 25 | Hotel Crillón                                                                      | No         | |
| 26 | Casa matriz del Banco de Chile                                                     | No         | |
| 27 | Edificio del Banco Español (actualmente Banco Santander)                           | No         | |
| 28 | Iglesia de San Agustín                                                             | Sí         | Ficha (enlace roto disponible en Internet Archive; véase el historial, la primera versión y la última). |
| 29 | Teatro Municipal                                                                   | Sí         | Ficha (enlace roto disponible en Internet Archive; véase el historial, la primera versión y la última). |
| 30 | Casas del Palacio Subercaseaux                                                     | Sí         | |
| 31 | Iglesia y Convento de La Merced                                                    | Sí         | Ficha (enlace roto disponible en Internet Archive; véase el historial, la primera versión y la última). |
| 32 | Casa de Manuel Montt                                                               | Sí         | Ficha (enlace roto disponible en Internet Archive; véase el historial, la primera versión y la última). |
| 33 | Casa Colorada                                                                      | Sí         | Ficha (enlace roto disponible en Internet Archive; véase el historial, la primera versión y la última). |
| 34 | Edificio Comercial Edwards                                                         | Sí         | Ficha (enlace roto disponible en Internet Archive; véase el historial, la primera versión y la última). |
| 35 | Portal Fernández Concha                                                            | No         | |
| 36 | Portal Bulnes                                                                      | No         | |
| 37 | Mercado Central                                                                    | Sí         | Ficha (enlace roto disponible en Internet Archive; véase el historial, la primera versión y la última). |
| 38 | Museo Nacional de Bellas Artes                                                     | Sí         | Ficha (enlace roto disponible en Internet Archive; véase el historial, la primera versión y la última). |
| 39 | Biblioteca Nacional                                                                | Sí         | Ficha (enlace roto disponible en Internet Archive; véase el historial, la primera versión y la última). |